# Зелена (Нижньогородська область)
Зелена (рос. Зелёная) — присілок в Гагинському районі Нижньогородської області Російської Федерації.
Населення становить 34 особи. Входить до складу муніципального утворення Ветошкинська сільрада.

## Історія
Від 2009 року входить до складу муніципального утворення Ветошкинська сільрада.

## Населення
| 2002 | 2010 |
| ---- | ---- |
| 56   | ↘34  |